# Thomas Lennon
Pour les articles homonymes, voir Lennon.
Thomas Lennon, né le 9 août 1970 à Oak Park, dans l'Illinois, est un humoriste, acteur et scénariste américain.

## Filmographie

### Cinéma
- 1999 : Belles à mourir (Drop Dead Gorgeous), de Michael Patrick Jann : Documentarian
- 2000 : Memento, de Christopher Nolan : Le docteur
- 2001 : Snow, Sex and Sun, de Emmett Malloy & Brendan Malloy : Eric
- 2003 : Comment se faire larguer en dix leçons, de Donald Petrie : Thayer Beekman
- 2003 : Le Divorce, de James Ivory : Roger Walker
- 2005 : La Coccinelle revient, de Angela Robinson : Larry Murphy
- 2005 : Heights, de Chris Terrio Marshall
- 2006 : Conversation(s) avec une femme, de Hans Canosa : Le reporter
- 2006 : Bickford Shmeckler's Cool Ideas de Scott Lew
- 2007 : Alerte à Miami : Reno 911 !, de Ben Garant : Jim Dangle
- 2007 : Balles de feu, de Ben Garant : Karl Wolfschtagg
- 2008 : Hancock, de Peter Berg : Intervention en tant que cadre d'une entreprise lors d'une des réunions de "Ray" (Hancock)
- 2009 : 17 ans encore, de Burr Steers : Ned Freedman (adulte)
- 2009 : La Nuit au musée 2, de Shawn Levy : Wilbur Wright
- 2009 : I Love You, Man, de John Hamburg
- 2011 : Bienvenue à Cedar Rapids, de Miguel Arteta : Roger Lemke
- 2011 : Bad Teacher, de Jake Kasdan
- 2011 : (S)ex List : Barrett Ingold, le gynécologue
- 2011 : Le Joyeux Noël d'Harold et Kumar : Todd
- 2012 : Ce qui vous attend si vous attendez un enfant (What to Expect When You're Expecting), de Kirk Jones : Preston
- 2012 : The Dark Knight Rises : un docteur
- 2013 : We're the Millers : Rick Nathanson
- 2016 : Batman : Le Retour des justiciers masqués (Batman: Return of the Caped Crusaders) de Rick Morales : Miles O'Hara (voix)
- 2016 : Monster Cars : Dr Bill Dowd
- 2018 : Puppet Master: The Littlest Reich
- 2018 : Le 15h17 pour Paris (The 15:17 to Paris) de Clint Eastwood : le principal du lycée
- 2020 : Valley Girl de Rachel Goldenberg : Rodney Bingheimer
- 2021 : Cherry d'Anthony et Joe Russo : le Père Whomever / le père de Cherry / Dr Whomever
- 2024 : Unfrosted : L'épopée de la Pop-Tart (Unfrosted) de Jerry Seinfeld : Harold von Braunhut

### Télévision

#### Séries télévisées
- 1998 : Friends, saison 5, épisodes 23 et 24 : Randall
- 1998 : Jesse, saison 1 épisode 21 : Ernie
- 1999 : Jesse, saison 2 épisode 12 : Ernie
- 2003 : Reno 911, n'appelez pas ! : Lieutenant Jim Dangle
- 2012 : New Girl, saison 1 épisode 24 : Neil
- 2012 : How I Met Your Mother, saison 8 épisodes 1 et 2 : Klaus
- 2013 : Sean Saves the World : Max Thompson
- 2015-2017 : The Odd Couple : Félix (rôle principal)
- 2017-2019: Santa Clarita Diet: Saison 3 (le principal Novak)
- 2015-2018 : Another Period : Marquis de Sainsbury
- 2016-2019 : L'Arme fatale : Leo Getz
- 2018-présent : Spy Kids : Mission critique (Spy Kids: Mission Critical) (série d'animation) : Dr. Chad Jericho
- 2018 : La Légende des Trois Caballeros (Legend of the Three Caballeros) (série d'animation) : Clinton Écoutum
- 2020 : The Twilight Zone : La quatrième dimension (saison 2, épisode 4)

### Comme scénariste
- 2005 : Baby-Sittor d'Adam Shankman
- 2005 : La Coccinelle revient d'Angela Robinson
- 2005 : New York Taxi de Tim Story
- 2006 : Bienvenue en prison de Bob Odenkirk
- 2007 : La Nuit au musée de Shawn Levy
- 2007 : Alerte à Miami de Ben Garant
- 2007 : Reno 911, n'appelez pas ! de Ben Garant
- 2007 : Balles de feu de Ben Garant
- 2009 : La Nuit au musée 2 de Shawn Levy
- 2009 :  17 ans encore de Shawn Levy
- 2014 : La Nuit au musée : Le Secret des Pharaons (Night at the Museum: Secret of the Tomb) de Shawn Levy